# Caupolicana ocellata
Caupolicana ocellata là một loài Hymenoptera trong họ Colletidae. Loài này được Michener mô tả khoa học năm 1966.